# Hannover 96
Hannoverscher Sportverein von 1896, znan tudi kot Hannover 96, Hannover ali enostavno 96, je nemški nogometni klub s sedežem v mestu Hannovru v Spodnji Saški. Hannover 96 igra v 1. Bundesligi, najmočnejši nemški nogometni ligi.
Hannover 96 je bil ustanovljen leta 1896. Dvakrat je osvojil nemško prvenstvo in enkrat DFB pokal. Hannovrov stadion je HDI Arena. Hannover 96 ima veliko rivalstvo z VfL Wolfsburgom in Eintracht Braunschweigom.

## Znani igralci, ki so igrali za Hannover 96
- Gerald Asamoah
- Sergej Barbarez
- Tranquillo Barnetta
- DaMarcus Beasley
- Thomas Brdarić
- Arnold Bruggink
- Zvezdan Čebinac
- Johan Djourou
- Robert Enke
- Frank Fahrenhorst
- Mikael Forssell
- Florian Fromlowitz
- Jupp Heynckes
- Szabolcs Huszti
- Valérien Ismaël
- Andreas Ivanschitz
- Erik Jendrišek
- Didier Ya Konan
- Nebojša Krupniković
- Jacek Krzynówek
- Altin Lala
- Per Mertesacker
- Blaise Nkufo
- Emanuel Pogatetz
- Jan Schlaudraff
- Josip Skoblar
- Lars Stindl
- Jiří Štajner
- Abel Xavier
- Jürgen Weber